# Fret SNCF

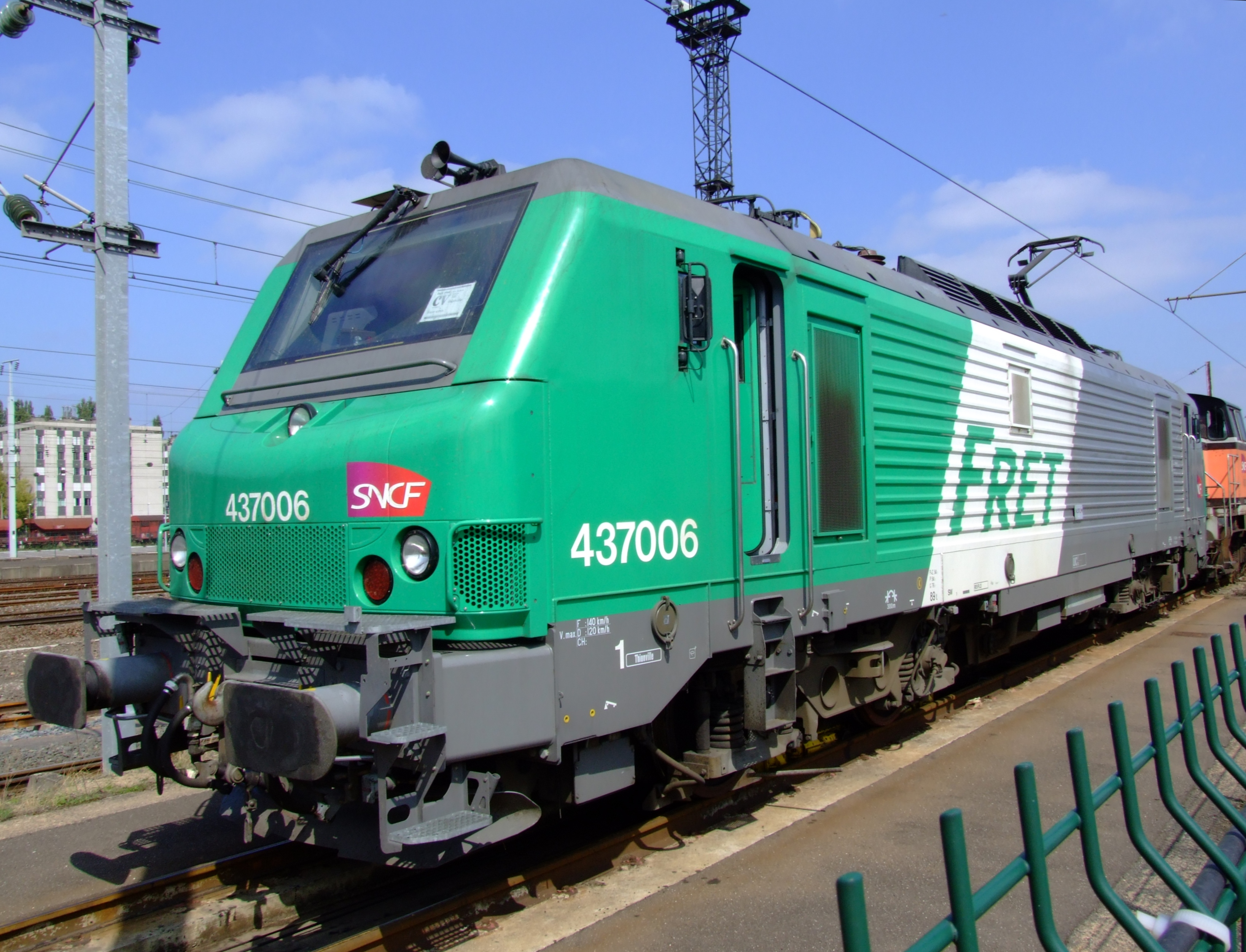
Eine Lok der Fret SNCF

Die SAS Fret SNCF ist ein französisches Eisenbahnverkehrsunternehmen im Bereich des Gütertransports; aufgrund einer Vereinbarung mit der EU wird das Unternehmen Anfang 2025 in zwei Gesellschaften, Hexafret und Technis, aufgespaltet.

## Hintergrund
Fret SNCF gehört zum Geschäftsbereich Rail Logistics Europe der staatlichen Eisenbahngesellschaft SNCF. Mit diesem 2020 entstandenen Geschäftsbereich sollte unter anderem ein Wettbewerb zwischen Fret SNCF und der Schwestergesellschaft VFLI (seit 2021 Captrain France) beendet werden. In den 2010er Jahren war Fret SNCF zu SNCF Geodis zugeordnet. Fret SNCF ist hauptsächlich in Frankreich aktiv, wo sie 7 Niederlassungen, usine de transport et production genannt, hat. Der Marktanteil am französischen Schienengüterverkehr betrug im Jahr 2023 47 %; zur Flotte gehörten 677 Lokomotiven. Fret SNCF ist Mitglied der Allianz XRail.

### Restrukturierung
Für Anfang 2025 wurde Ende 2023 eine tiefgreifende Umstrukturierung angekündigt; dies ist die Umsetzung eines Abkommens, den der staatliche Anteilseigner mit der EU ausgehandelt hat, um eine vollständige Abwicklung des Unternehmens zu vermeiden. Dies beinhaltet die Aufspaltung der Fret SNCF im Januar 2025 in zwei neue Gesellschaften. Damit soll verhindert werden, dass das öffentliche Unternehmen 5,3 Milliarden Euro an öffentlichen Beihilfen zurückzahlen muss, die das Unternehmen ab 2005 erhalten hatte und als unrechtmäßig eingestuft wurden. Die Vereinbarung verpflichtete den Fret SNCF außerdem, insgesamt 23 innerfranzosische Linien an seine Wettbewerber, darunter die deutsche DB Cargo oder die belgische Lineas zu verkaufen.
Die zwei Nachfolgegesellschaften sind Hexafret und Technis. Hexafret soll mit 4.000 Mitarbeitern im Güterverkehr tätig sein und zwar in verschiedenen kommerziellen Formaten (vom Einzelwagenverkehr bis zu Ganzzügen). Das entspricht mehr als 1.100 Fernverkehrszügen pro Woche, die insgesamt 1.300 Orte in Frankreich oder Europa verbinden sollen. Technis mit 500 Mitarbeiter und ein Dutzend Werkstätten in Frankreich soll ihrerseits die Wartung von Schienenfahrzeugen für die SNCF sowie für andere Drittkunden wie Vermieter, Betreiber und sogar Hersteller übernehmen. Die beiden Gesellschaften werden wie bisher unter dem Dach von Rail Logistics Europe (RLE) aufgehängt, der spezialisierten Sparte der SNCF, zu der auch andere Marken in verschiedenen Marktsegmenten (wie Captrain, Naviland Cargo oder VIIA) gehören.